# Elia IV (patriarca Chiesa d'Oriente)
Elia IV (fl. XIV-XV secolo) è stato un vescovo cristiano orientale siro, patriarca della Chiesa d'Oriente nella prima metà del XV secolo.

## Biografia
Di questo patriarca non si conosce praticamente nulla. Secondo le tradizionali cronotassi dei patriarchi della Chiesa d'Oriente, Elia IV sarebbe succeduto a due patriarchi con lo stesso nome, Shimun II (1365-1392) e Shimun III (1403-1407), e sarebbe morto nel 1437, poiché il colophon di un manoscritto riferisce che in quest'anno, il patriarca si chiamava Shimun.
Tuttavia alcune fonti coeve mettono in crisi il dato tradizionale. Infatti, il Libro dell'ape di Salomone di Akhlât contiene una lista di patriarchi nestoriani, che originariamente si fermava al 1222 con la morte di Yab-Alaha II, ma che fu poi continuata da un autore del XV secolo fino alla sua epoca. In questa lista, i patriarchi del XIV e XV secolo si susseguono in questo modo: Timoteo, Denha, Shimun, Elia e Shimun. Per cui, secondo quest'antica fonte, esisterebbe un solo patriarca di nome Shimun prima di Elia IV.
Inoltre, il colophon di un altro manoscritto attesta l'esistenza di un patriarca di nome Shimun già nel 1429/1430, e questo dunque anticiperebbe la morte di Elia IV di una decina d'anni, rispetto al dato tradizionale.
David Wilmshurst propone di posticipare il patriarcato di Shimun III dopo quello di Elia IV, e di datare il regno di quest'ultimo tra il 1405 e il 1425 circa.